# Dänische Badmintonmeisterschaft 1961
Die Dänische Badmintonmeisterschaft 1961 fand in Kopenhagen statt. Es war die 31. Austragung der nationalen Titelkämpfe im Badminton in Dänemark.

## Titelträger
| Disziplin    | Sieger                                                                   |
| ------------ | ------------------------------------------------------------------------ |
| Herreneinzel | Erland Kops, Københavns BK                                               |
| Dameneinzel  | Hanne Jensen, Københavns BK                                              |
| Herrendoppel | Erland Kops, Københavns BK Poul-Erik Nielsen, Skovshoved IF              |
| Damendoppel  | Kirsten Thorndahl, Amager BC Hanne Jensen, Københavns BK                 |
| Mixed        | Poul-Erik Nielsen, Skovshoved IF Inge Birgit Anker Hansen, Københavns BK |